# 北丹沢
北丹沢（きたたんざわ）は神奈川県北西部に広がる丹沢山地の北側地域の通称である。愛称はキタタン。山岳レースの北丹沢12時間山岳耐久レースが行われる山域として知られる。

## 概要
丹沢山地の主稜線部にあたる塔ノ岳 - 丹沢山 - 蛭ヶ岳を中心として、東側を東丹沢、西側を西丹沢、南側を表丹沢（南丹沢）、北側を北丹沢と山地を4地域に分けて呼ぶ際の1地域である。裏丹沢（うらたんざわ）と呼ばれることもある。
範囲については明確な定義はなく、特に稜線部では地域が重複する場合が多いが、道志川支流の神ノ川流域、および中津川支流の早戸川流域周辺を北丹沢と呼ぶことが多い。神奈川・山梨県境を成す甲相国境尾根は西丹沢地域として扱われることが多いが、尾根より北側の地域（道志川流域）は北丹沢地域とされることもある。
総じてアクセスが悪く、表丹沢や東丹沢と比べると登山者は少ない。

## 地理

### 主な山稜
丹沢主脈（たんざわしゅみゃく）
塔ノ岳より北へ丹沢山、蛭ヶ岳、姫次、黍殻山、焼山へと伸び、道志川に下る稜線。この内、丹沢山以北の峰々が北丹沢地域にあたる。
丹沢主稜（たんざわしゅりょう）
山地最高峰の蛭ヶ岳より西側へ檜洞丸、犬越路、大室山、畦ヶ丸、菰釣山へと連なり、三国山に至る稜線。大室山以西の神奈川・山梨県境区間は一般に甲相国境尾根と呼ばれる。蛭ヶ岳 - 大室山の稜線より南側は西丹沢地域にあたる。
三峰尾根（みつみねおね）
丹沢山より北東へ瀬戸沢ノ頭、太礼ノ頭、円山木ノ頭、本間ノ頭へと伸び、宮ヶ瀬湖畔に下る尾根。太礼ノ頭、円山木ノ頭、本間ノ頭の3山は丹沢三峰と呼ばれる。

### 主な川

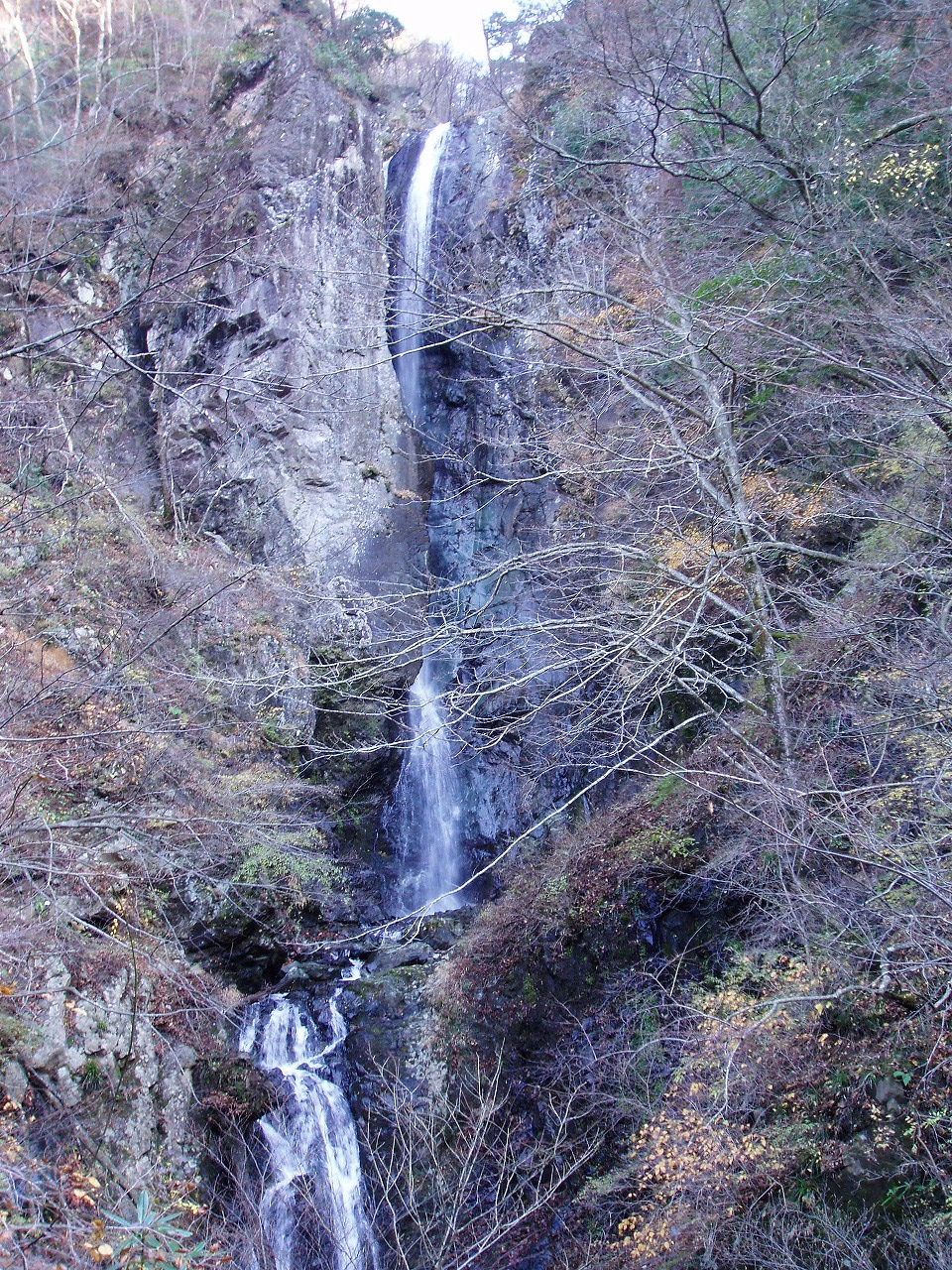
早戸川・大滝沢にある早戸大滝

- 道志川
  - 椿沢
  - 大室沢
  - 神ノ川（かんのがわ）
    - 金山谷（かなやまだに）
    - 彦右エ門谷
    - 矢駄沢
    - 日陰沢
    - エビラ沢

  - 釜立沢
  - 横山沢
  - 焼山沢
  - 西沢

- 早戸川
  - 大滝沢
  - 本谷沢
  - 中ノ沢
  - 瀬戸沢
  - 太礼沢
  - 円山木沢
  - 本間沢
  - 井戸沢
  - 鳥屋金沢
  - 水沢川
  - 金沢

### 主な滝
- 早戸大滝 - 早戸川源流部の大滝沢にある滝。日本の滝百選に指定されている。
- 雷滝
- エビラ沢の滝